# Natación de hielo

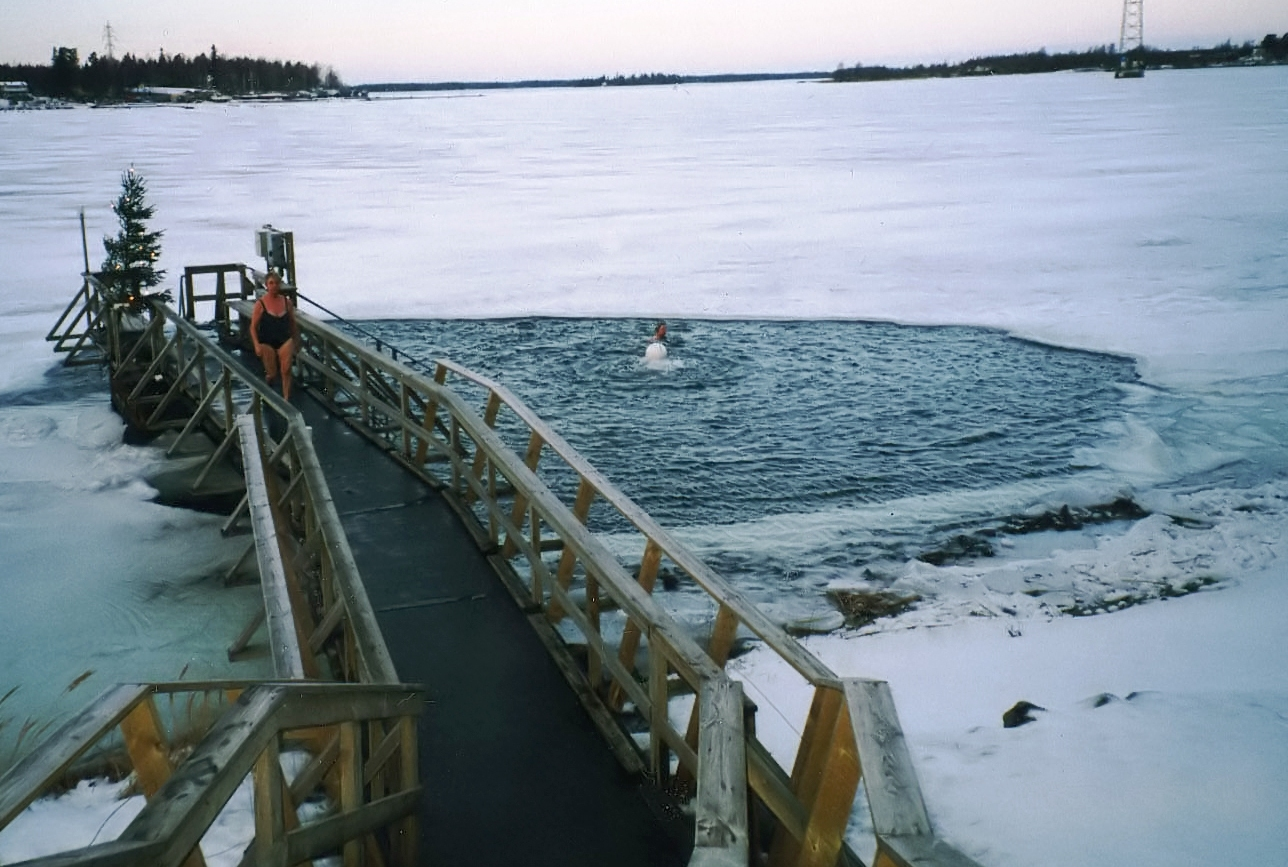
Natación de hielo en Finlandia.

La natación de hielo consiste en nadar en el agua con la singularidad de estar delimitada por una capa congelada de hielo, requiere realizar un agujero en el hielo. Aunque también se puede realizar en una piscina con el agua a una temperatura próxima a 0 °C (pero puede variar hasta los 15 °C, dependiendo de la región), temperatura de congelación del agua. La natación de hielo es posible porque la congelación del agua libera el calor, de modo que el agua no se congela al instante.
La natación de invierno se fundamenta en nadar con el agua a temperatura ambiental durante esta estación del año. Según la localización geográfica, y la época del año, el agua puede estar a una temperatura prácticamente helada como en la natación de hielo, o puede estar bastante más caliente.

## Beneficios a la salud
Debido a la estimulación por lo frío se conduce a un fortalecimiento del sistema inmunológico. Así deportistas como corredores, levantadores de pesas, que han entrenado el organismo y en pocos segundos mueven grandes cantidades de energía, así el organismo de los nadadores de invierno están entrenados para que con el estímulo de lo helado conviertan las reservas de energía en calor corporal, de modo que no se puede producir un estado de hipotermia.
En la natación de invierno se permanecen solo algunos minutos en el agua helada, así que no se enfría durante el baño, sino que se disfruta la reacción del organismo.
Se recomienda no sumergir en el agua helada la cabeza (y con ello el pelo). Debido a que las manos y los pies se enfrían muy rápido, se recomienda mantener las manos fuera del agua helada y en los pies se puede calzar zapatos de neopreno delgados.
No se recomienda a las personas que no han entrenado practicar la natación en invierno de un día para otro. Lo más recomendable es iniciar el entrenamiento 1 vez por semana durante el verano (si se pueden más frecuencias mejor), pero también la ducha alternante de agua caliente y fría es buen entrenamiento.

## Natación de invierno como deporte extremo
La natación en agua helada, cercana al punto de congelación, se considera deporte extremo. En estas condiciones se nada un tramo de un kilómetro. Un conocido nadador de invierno es el británico Lewis Pugh, más conocido como el «hombre hielo» (iceman).